# Memorial Cup 2019
Der Memorial Cup 2019 war die 101. Ausgabe des gleichnamigen Turniers, des Finalturniers der Canadian Hockey League. Teilnehmende Mannschaften waren als Meister ihrer jeweiligen Ligen die Guelph Storm (Ontario Hockey League), die Rouyn-Noranda Huskies (Ligue de hockey junior majeur du Québec) und die Prince Albert Raiders (Western Hockey League). Die Halifax Mooseheads aus der Ligue de hockey junior majeur du Québec waren als Gastgeber automatisch qualifiziert. Das Turnier fand vom 17. bis 26. Mai 2019 im Scotiabank Centre in Halifax, Nova Scotia statt.
Die Rouyn-Noranda Huskies gewannen mit ihrem Finalsieg über die gastgebenden Halifax Mooseheads ihren ersten Memorial Cup.

## Ergebnisse

### Gruppenphase
| 17. Mai 2019 20:00 Uhr (Ortszeit) | Halifax Mooseheads Samuel Asselin (10:49) Xavier Parent (18:44) Jake Ryczek (35:52) Antoine Morand (58:07) | 4:1 (2:0, 1:1, 1:0) Spielbericht | Prince Albert Raiders Noah Gregor (30:46) | Scotiabank Centre, Halifax, Nova Scotia Zuschauer: 9.926 |

| 18. Mai 2019 16:30 Uhr | Guelph Storm Alexei Toroptschenko (11:00) Alexei Toroptschenko (13:07) Alexei Toroptschenko (18:23) MacKenzie Entwistle (23:20) Nick Suzuki (39:15) | 5:2 (3:1, 2:1, 0:0) Spielbericht | Rouyn-Noranda Huskies Vincent Marleau (2:17) Jakub Lauko (31:16) | Scotiabank Centre, Halifax, Nova Scotia Zuschauer: 9.509 |

| 19. Mai 2019 20:00 Uhr | Guelph Storm Sean Durzi (19:10) Sean Durzi (41:07) | 2:4 (1:1, 0:2, 1:1) Spielbericht | Halifax Mooseheads Antoine Morand (5:10) Raphaël Lavoie (26:48) Maxim Trépanier (30:34) Samuel Asselin (47:20) | Scotiabank Centre, Halifax, Nova Scotia Zuschauer: 10.036 |

| 20. Mai 2019 20:00 Uhr | Prince Albert Raiders Cole Fonstad (8:32) Brayden Pachal (13:47) Noah Gregor (37:43) | 3:6 (2:2, 1:1, 0:3) Spielbericht | Rouyn-Noranda Huskies Tyler Hinam (4:34) Joël Teasdale (18:32) Félix Bibeau (32:59) Tyler Hinam (45:28) Peter Abbandonato (46:53) Noah Dobson (58:19) | Scotiabank Centre, Halifax, Nova Scotia Zuschauer: 9.186 |

| 21. Mai 2019 20:00 Uhr | Prince Albert Raiders Sean Montgomery (11:32) Dante Hannoun (19:16) | 2:5 (2:2, 0:2, 0:1) Spielbericht | Guelph Storm Fedor Gordeyev (9:42) Isaac Ratcliffe (15:18) Liam Hawel (21:21) Nick Suzuki (25:02) Nick Suzuki (46:42) | Scotiabank Centre, Halifax, Nova Scotia Zuschauer: 9.248 |

| 22. Mai 2019 20:00 Uhr | Rouyn-Noranda Huskies Félix Bibeau (14:38) Joël Teasdale (15:50) William Rouleau (50:13) Jakub Lauko (59:05) | 4:3 (2:0, 0:3, 2:0) Spielbericht | Halifax Mooseheads Benoît-Olivier Groulx (20:48) Arnaud Durandeau (27:34) Antoine Morand (39:17) | Scotiabank Centre, Halifax, Nova Scotia Zuschauer: 10.004 |

### Abschlusstabelle
Abkürzungen: Pl. = Platz, Sp. = Spiele, S = Siege, N = Niederlagen, Pkt. = Punkte, Diff. = Tordifferenz

Erläuterungen: Qualifiziert für das Finale, Qualifiziert für das Halbfinale
| Pl. |                                                                         | Sp. | S | N | Pkt. | Tore  | Diff. |
| --- | ----------------------------------------------------------------------- | --- | - | - | ---- | ----- | ----- |
| 1.  | Halifax Mooseheads (Gastgeber; Ligue de hockey junior majeur du Québec) | 3   | 2 | 1 | 4    | 11:7  | +4    |
| 3.  | Guelph Storm (Ontario Hockey League)                                    | 3   | 2 | 1 | 4    | 12:8  | +4    |
| 2.  | Rouyn-Noranda Huskies (Ligue de hockey junior majeur du Québec)         | 3   | 2 | 1 | 4    | 12:11 | +1    |
| 4.  | Prince Albert Raiders (Western Hockey League)                           | 3   | 0 | 3 | 0    | 06:15 | –9    |

Durch Punktgleichheit dreier Teams kamen folgende Regeln zur Bestimmung der Abschlussplatzierungen zur Anwendung: Zuerst wurde das Spiel gegen den Letzten bei allen drei Mannschaften aus der Wertung genommen. Dann wurden die Teams nach ihrem Torquotienten sortiert, das heißt nach dem Anteil der erzielten Tore an der Summe aus erzielten Toren und Gegentoren. In dieser Wertung lagen Halifax und Guelph mit einem Quotienten von 7/13 (≈ 0,54) gleichauf, sodass auf den direkten Vergleich zurückgegriffen wurde. Die Plätze zwei und drei wurden dann ebenfalls durch den direkten Vergleich bestimmt, sodass Guelph den zweiten Platz erreichte und somit im Halbfinale Heimrecht erhielt.

### Halbfinale
| 24. Mai 2019 20:00 Uhr (Ortszeit) | Guelph Storm Isaac Ratcliffe (6:28) Jack Hanley (7:28) Cedric Ralph (25:53) Isaac Ratcliffe (58:47) | 4:6 (2:2, 1:1, 1:3) Spielbericht | Rouyn-Noranda Huskies Alex Beaucage (4:58) Joël Teasdale (9:31) Tyler Hinam (26:49) Félix Bibeau (45:40) Félix Bibeau (52:33) Rafaël Harvey-Pinard (59:57) | Scotiabank Centre, Halifax, Nova Scotia Zuschauer: 10.595 |

### Finale
| 26. Mai 2019 20:00 Uhr (Ortszeit) | Halifax Mooseheads Samuel Asselin (19:16) Raphaël Lavoie (25:26) | 2:4 (1:0, 1:2, 0:2) Spielbericht | Rouyn-Noranda Huskies Félix Bibeau (30:27) Joël Teasdale (35:11) Peter Abbandonato (43:02) Vincent Marleau (45:03) | Scotiabank Centre, Halifax, Nova Scotia Zuschauer: 10.595 |

### Memorial-Cup-Sieger
| Memorial-Cup-Sieger Rouyn-Noranda Huskies | Torhüter: Zachary Émond, Samuel Harvey Verteidiger: Alexis Arsenault, Justin Bergeron, William Cyr, Noah Dobson, Ryan MacLellan, Jacob Neveu, Samuel Régis Angreifer: Peter Abbandonato, Alex Beaucage, Tommy Beaudoin, Félix Bibeau, Louis-Filip Côté, Mathieu Gagnon, Rafaël Harvey-Pinard, Tyler Hinam, Patrik Hrehorčák, Jakub Lauko, Vincent Marleau, Samuel Naud, William Rouleau, Joël Teasdale Cheftrainer: Mario Pouliot |

## Statistiken

### Beste Scorer
Abkürzungen: GP = Spiele, G = Tore, A = Assists, Pts = Punkte, +/− = Plus/Minus, PIM = Strafminuten; Fett: Bestwert
| Spieler              | Team                  | GP | G | A | Pts | +/− | PIM |
| -------------------- | --------------------- | -- | - | - | --- | --- | --- |
| Jakub Lauko          | Rouyn-Noranda Huskies | 5  | 2 | 6 | 8   | +3  | 0   |
| Nick Suzuki          | Guelph Storm          | 4  | 3 | 4 | 7   | +3  | 0   |
| Sean Durzi           | Guelph Storm          | 4  | 2 | 5 | 7   | +3  | 2   |
| Félix Bibeau         | Rouyn-Noranda Huskies | 5  | 5 | 1 | 6   | +2  | 8   |
| Alexei Toroptschenko | Guelph Storm          | 4  | 3 | 3 | 6   | ±0  | 0   |
| Isaac Ratcliffe      | Guelph Storm          | 4  | 3 | 3 | 6   | +3  | 8   |
| Maxim Trépanier      | Halifax Mooseheads    | 4  | 1 | 5 | 6   | +1  | 2   |
| Rafaël Harvey-Pinard | Rouyn-Noranda Huskies | 5  | 1 | 5 | 6   | +5  | 0   |
| Joël Teasdale        | Rouyn-Noranda Huskies | 5  | 4 | 1 | 5   | +4  | 6   |
| Samuel Asselin       | Halifax Mooseheads    | 4  | 3 | 2 | 5   | ±0  | 2   |

Die beste Plus/Minus-Statistik erreichte Samuel Régis von den Rouyn-Norando Huskies mit einem Wert von +8.

### Beste Torhüter
Abkürzungen: GP = Spiele, Min = Eiszeit (in Minuten), W = Siege, L = Niederlagen, OTL = Overtime/Shootout-Niederlagen, GA = Gegentore, SO = Shutouts, Sv% = gehaltene Schüsse (in %), GAA = Gegentorschnitt; Fett: Bestwert; Sortiert nach Gegentorschnitt.

| Spieler          | Team                  | GP | Min | W | L | OTL | GA | SO | Sv%  | GAA  |
| ---------------- | --------------------- | -- | --- | - | - | --- | -- | -- | ---- | ---- |
| Alexis Gravel    | Halifax Mooseheads    | 4  | 237 | 2 | 2 | 0   | 11 | 0  | 91,8 | 2,78 |
| Anthony Popovich | Guelph Storm          | 4  | 238 | 2 | 2 | 0   | 13 | 0  | 89,6 | 3,28 |
| Samuel Harvey    | Rouyn-Noranda Huskies | 5  | 300 | 4 | 1 | 0   | 17 | 0  | 88,8 | 3,40 |

## Auszeichnungen

### Spielertrophäen
| Auszeichnung                                           | Spieler       | Team                  |
| ------------------------------------------------------ | ------------- | --------------------- |
| Stafford Smythe Memorial Trophy (Wertvollster Spieler) | Joël Teasdale | Rouyn-Noranda Huskies |
| Ed Chynoweth Trophy (Bester Scorer)                    | Jakub Lauko   | Rouyn-Noranda Huskies |
| George Parsons Trophy (Fairster Spieler)               | Nick Suzuki   | Guelph Storm          |
| Hap Emms Memorial Trophy (Bester Torhüter)             | Alexis Gravel | Halifax Mooseheads    |

### All-Star-Team
| Angriff:      | Félix Bibeau – Benoît-Olivier Groulx – Isaac Ratcliffe |
| Verteidigung: | Noah Dobson – Sean Durzi                               |
| Tor:          | Alexis Gravel                                          |